# Кшивець (Лодзинське воєводство)
Кшивець (пол. Krzywiec) — село в Польщі, у гміні Александрув-Лодзький Зґерського повіту Лодзинського воєводства.
Населення — 268 осіб (2011).

## Демографія
Демографічна структура станом на 31 березня 2011 року:
|          | Загалом | Допрацездатний вік | Працездатний вік | Постпрацездатний вік |
| -------- | ------- | ------------------ | ---------------- | -------------------- |
| Чоловіки | 151     | 38                 | 101              | 12                   |
| Жінки    | 117     | 15                 | 72               | 30                   |
| Разом    | 268     | 53                 | 173              | 42                   |